# 馬萊舍夫山

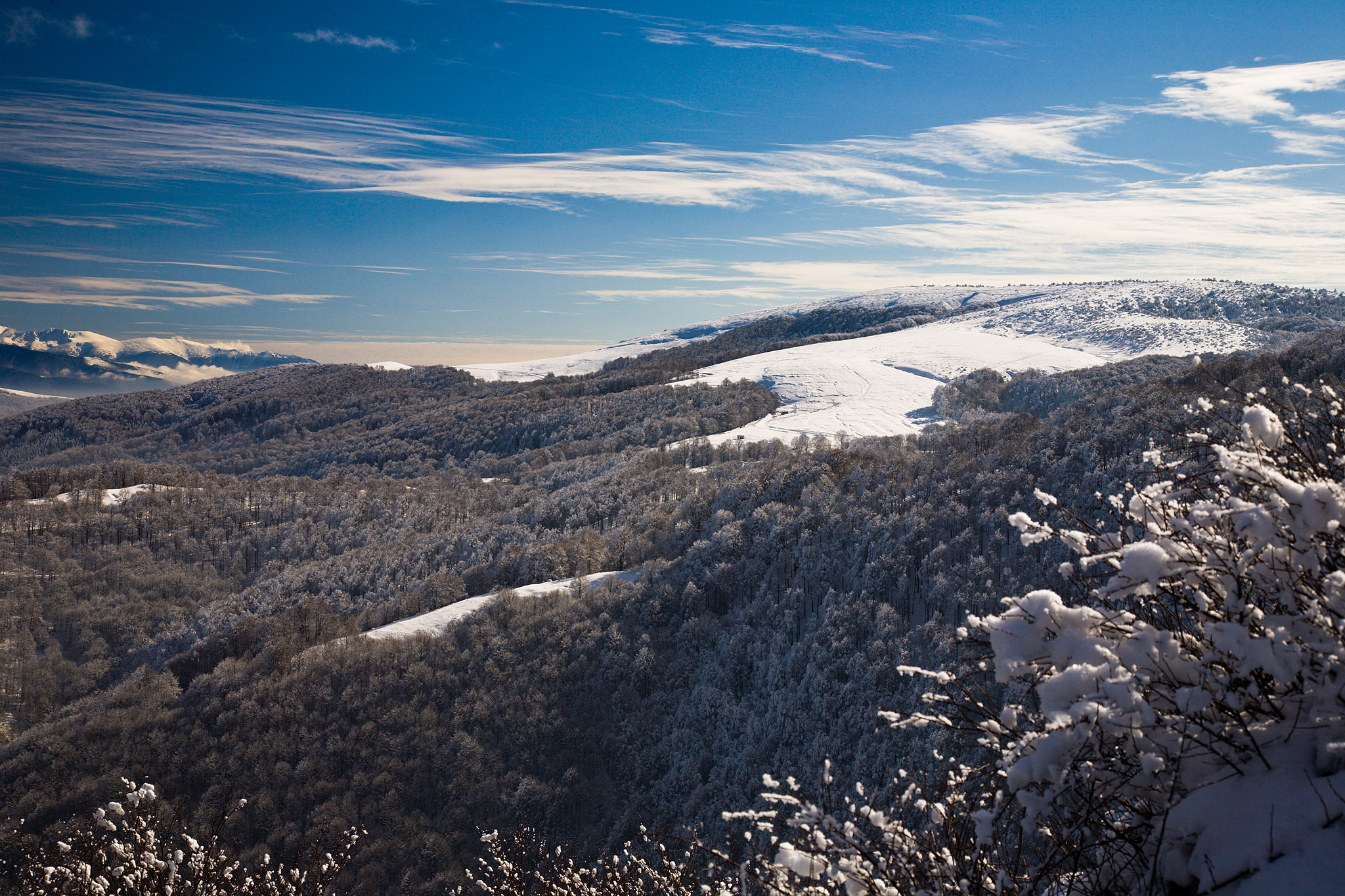

41°40′N 23°0′E / 41.667°N 23.000°E
马莱舍夫山是東南歐的山峰，處於保加利亚和北馬其頓接壤的邊境，面積497平方公里，海拔高度1,803米，山體由變質岩和火山岩組成。